# ژورنال مطالعات عربی و اسلامی
ژورنال مطالعات عربی و اسلامی (به انگلیسی: Journal of Arabic and Islamic Studies)، که اغلب به اختصار جیس(به انگلیسی: JAIS) نامیده می‌شود، یک مجله بین‌المللی دانشگاهی با داوری است. این ژورنال در سال ۱۹۹۵ توسط جوزف ان. بل از دانشگاه برگن نروژ، و پتر زمانک از دانشگاه کارل پراگ تأسیس شد. ویراستاران فعلی لوتز ادزارد و استفان گوت، هر دو از دانشگاه اسلو هستند.
این ژورنال دارای دسترسی آزاد است. اهداف اعلام شده آن ترویج مطالعه تاریخ، زبان، ادبیات و فرهنگ از طریق انتشار مقالات پژوهشی است. این مجله سالانه بیش از ۲۵۰٫۰۰۰ بازدید دارد که آن را به پرخواننده‌ترین مجله جهان در زمینه مطالعات عربی، اسلامی و خاورمیانه تبدیل می‌کند.
از جلدی که سال ۱۹۹۵ چاپ شده تا شماره‌هایی که سال ۲۰۰۲ منتشر شده، بر روی کاغذ توسط انتشارات دانشگاه ادینبورگ منتشر شده‌است. این مجله اکنون به صورت الکترونیکی در سایت اصلی خود به میزبانی دپارتمان مطالعات فرهنگ و زبان‌های شرقی(به انگلیسی: Department of Culture Studies and Oriental Languages (IKOS))، دانشگاه اسلو منتشر می‌شود.

## هیئت تحریریه
هیئت تحریریه آن عبارتند از: عزیز العظمه، فردریک باودن، مایکل جی. کارتر، کینگا دونی، لوتز ای. ادزارد، آنتونلا گرستی، استفان گوت، یااکو هامین-آنتیلا، کارول هیلن‌براند، یاکوب لورآرچ کینگ، یاکوب لوژیلر کینگ. استفن لدر، ویلفرد مادلونگ، خوان کوسادا مارتوس، الکس متکالف، جیمز ای. مونتگومری، اوته پیتروشکا، پل جی. استارکی، جان او. وول، و پتر زمانک.

## چکیده و نمایه سازی
این مجله در پایگاه‌های زیر چکیده و نمایه شده‌است: 
- پایگاه دینی ATLA
- ایبز آنلاین
- فهرست اسلامیوس
- کتابشناسی زبانشناسی
- پایگاه داده انجمن زبان‌های مدرن